# Schelten
Schelten (francouzsky La Scheulte, oficiální název do roku 1914) je obec v okrese Bernský Jura v kantonu Bern ve Švýcarsku. Žije zde 36 obyvatel.
V roce 2016 byl Schelten podle počtu obyvatel čtvrtou nejmenší obcí ve Švýcarsku, a přestože měl v té době školu s pěti žáky, neměl ani mobilní telefonní síť, ani veřejný vodovod.

## Geografie

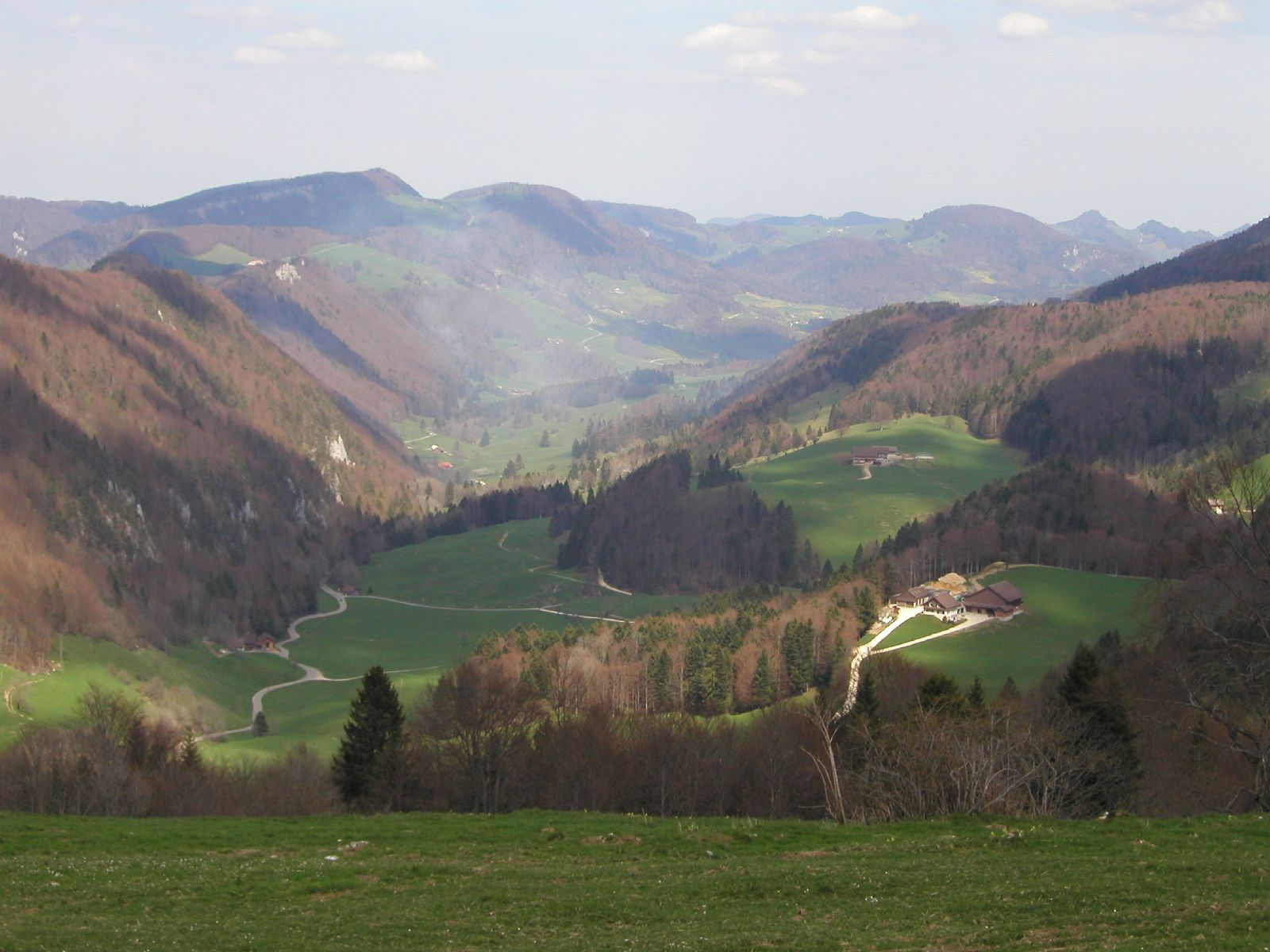
Oblast průsmyku Scheltenpass

Schelten leží v nadmořské výšce 746 m, vzdušnou čarou 15 km východoseverovýchodně od Moutier. Schelten je nejsevernější obcí kantonu Bern a zároveň nejvýchodnější obcí bývalého okresu Moutier i současného okresu Bernský Jura. Rozptýlená obec leží v úzkém údolí říčky Scheltenbach (francouzsky La Scheulte), pravostranného přítoku řeky Birs, v pohoří Jura.
Území obce o rozloze 5,6 km² zahrnuje část údolí u pramene Scheltenbachu. Oblast se vyznačuje vysokým reliéfem a má několik malých bočních údolí. Na severu se Schelten rozprostírá až k Dürrenbergu (1031 m n. m.) a na severovýchodě ke svahu Hohe Winde. Na jihu se území obce rozprostírá přes Weierhubel (979 m n. m.) až k jurským výšinám Schönenberg (1192 m n. m.) a Stierenberg (nejvyšší bod Scheltenu 1220 m n. m.). V roce 1997 tvořila 2 % rozlohy obce zastavěná plocha, 61 % lesy a lesní porosty, 36 % zemědělství a o něco méně než 1 % neproduktivní půda.
Obec Schelten se skládá z osad Scheltenmühle (746 m n. m.) na potoce Scheltenbach a Lochhaus (782 m n. m.) v jižním bočním údolí a z několika jednotlivých zemědělských usedlostí. Celkem je zde napočítáno 13 domů.
Schelten je spojen se zbytkem kantonu Bern (obec Seehof) pouze v jednom bodě. Sousedními obcemi Scheltenu jsou Mervelier a Val Terbi v kantonu Jura a Aedermannsdorf a Beinwil v kantonu Solothurn.

## Historie

Letecký pohled na oblast Scheltenu (1919)

První zmínka pochází až z roku 1563 (la Schilt).
Až do roku 1797 obec podléhala basilejskému knížecímu biskupství (opatství Moutier-Grandval). V letech 1797–1815 patřil Schelten k Francii a zpočátku byl součástí départementu Mont-Terrible, který byl v roce 1800 sloučen s départementem Haut-Rhin. Na základě rozhodnutí Vídeňského kongresu připadla obec v roce 1815 kantonu Bern, kde byla přiřazena k okresu Moutier. V plebiscitu v Jurovi se německy mluvící Schelten rozhodl zůstat v kantonu Bern, zatímco francouzsky mluvící obce Val Terbi přešly v roce 1976 do okresu Delémont a od roku 1979 jsou součástí kantonu Jura. Od té doby je Schelten přístupný pouze přes území jiných kantonů, s výjimkou bodu, ve kterém se stýká území čtyř obcí. V důsledku toho se Schelten stal funkční exklávou kantonu Bern.
Schelten spadá pod církevní jurisdikci farnosti Mervelier. V letech 1985–1987 byla obnovena kaple svatého Antonína z roku 1861. Změna názvu na německý v roce 1914, kterou upřednostnil Bern a schválili ji obyvatelé obce, souvisela s nástupem němčiny. V referendech v letech 1974–1975 se většina německy mluvících obyvatel Scheltenu na rozdíl od ostatních obcí Val Terbi rozhodla proti připojení ke kantonu Jura.

## Obyvatelstvo
| Vývoj počtu obyvatel | Vývoj počtu obyvatel | Vývoj počtu obyvatel | Vývoj počtu obyvatel | Vývoj počtu obyvatel | Vývoj počtu obyvatel | Vývoj počtu obyvatel | Vývoj počtu obyvatel | Vývoj počtu obyvatel | Vývoj počtu obyvatel | Vývoj počtu obyvatel | Vývoj počtu obyvatel | Vývoj počtu obyvatel | Vývoj počtu obyvatel |
| -------------------- | -------------------- | -------------------- | -------------------- | -------------------- | -------------------- | -------------------- | -------------------- | -------------------- | -------------------- | -------------------- | -------------------- | -------------------- | -------------------- |
| Rok                  | 1850                 | 1880                 | 1900                 | 1910                 | 1930                 | 1941                 | 1950                 | 1960                 | 1970                 | 1980                 | 1990                 | 2000                 | 2018                 |
| Počet obyvatel       | 82                   | 123                  | 91                   | 90                   | 69                   | 82                   | 69                   | 49                   | 54                   | 55                   | 51                   | 52                   | 36                   |

S 32 obyvateli (k 31. prosinci 2022) je Schelten nejmenší obcí v Bernském Jurovi a jednou z nejmenších v celém Švýcarsku. Z celkového počtu obyvatel je 82,7 % německy mluvících a 15,4 % francouzsky mluvících (stav k roku 2000). V roce 1850 měl Schelten celkem 82 obyvatel a v roce 1880 nejvyšší počet 123 obyvatel. Poté byl do roku 1960 zaznamenán výrazný pokles o 60 % na 49 obyvatel. Pokles pokračoval také ve 21. století.

## Hospodářství
Schelten se živí zemědělstvím, převažuje chov dobytka a mlékárenství. Mimo primární sektor je zde jen několik málo pracovních míst.

## Doprava
Obec leží daleko od hlavních dopravních tepen na kantonální silnici, která vede z Delémontu přes údolí Val Terbi a přes průsmyk Scheltenpass do Balsthalu. Schelten není napojen na síť veřejné dopravy. Nejbližší obcí s napojením na síť veřejné autobusové dopravy je jurská obec Mervelier (asi 5 km západně od Scheltenu).